# Ismail Boulaghmal
Ismail Boulaghmal (* 15. Oktober 1976 in Casablanca, Marokko) auch bekannt als Isy B. ist ein deutscher Produzent, DJ, Autor und Designer.

## Werdegang
Ismail Boulaghmal startete seine Karriere als Musikproduzent Anfang der 1990er Jahre. Wie bei vielen Hip-Hop-Musikern seiner Generation begann sein Interesse an der Hip-Hop-Kultur mit dem Breakdance-Film Breakin’  (1984) sowie mit den Hip-Hop-Gruppen Public Enemy und Run D.M.C. Mit 14 Jahren bastelte er seine ersten Beats und spielte in der Hip-Hop-Band Zu3st. Zusammen mit DJ Krazee G und DJ Lil Tommy gründete er das R&B-Label 2Jiggy Records. Gleichzeitig legte er als DJ Isy B. Platten in Black-Music-Clubs auf. Später arbeitete er vornehmlich mit dem Label ZYX Music zusammen.
Nach einer Phase, in der seine eigene Musik wenig Anklang fand, begann er mit seiner Agentur Clubkind Release-Partys zu veranstalten und arbeitete als Modedesigner für die Firma Snipes.
Musikalisch produzierte er unter anderem für Eko Fresh und war so auch für den Soundtrack der Serie Blockbustaz verantwortlich.
Seit 2020 fungiert Boulaghmal als Externer General Manager bei einem Label des Künstlers Xatar.

## Diskografie
Alben
- 2006: Flamenco Chillout - A Chillout Journey Through Andalusia (mit Kristaps Grasis, Ayia Napa)
- 2007: Flamenco Chill: On The Beach (mit Kristaps Grasis, ZYX Music)

Singles
- 2005: DJ Isy B & VD3 Present Ashanti Feat. Shockwave – Don’t Ever Let Me Go

Keyboards und Gesang
- 2005: Black Box – You Got the Love
- 2005: Shirley Bassey - That’s What Friends Are For
- 2005: Megamix – Best of House Vision (Kompilation)
- 2006: Easyjetter feat. LNG – I Wanna Dance with Somebody
- 2006: Summer Hitmix 2006 (Kompilation)
- 2007: Aerobic at Home (Kompilation)
- 2008: Die fahrenden Spilleute – Mittelaltermarkt - Ein Musikalisch Spectaculum
- 2009: Die fahrenden Spilleute – The World of Mittelalter
- 2009: Aerobic Power Workout (Kompilation)
- 2009: Trucker Johnson Band – Harmonica on the Road
- 2010: Chart Hit Aerobics Nonstop (Kompilation)
- 2018: Mittelälterliche Marktmusik (Kompilation)

Produktion und Writing
- 1999: N-Dre – lessons in Love
- 2000: Jonestown – How Could You Say
- 2000: Alex Boye – Movin’ Up
- 2000: N-Dre – Don’t Leave Me Now
- 2001: Zee – Fühlst du mich
- 2001: Jonestown – Ghetto Butterfly und Can I Talk
- 2001: Baby Doll feat. Notorious B.I.G.: 2 Many Men
- 2003: Andre Ruocco – Giulia
- 2003: Johnny Oh – Take Me Through the Night (12’’)
- 2004: Floorzilla – Sex Is Danger
- 2005: Madagascar5: I Like to Move It (TV Mix) und Popcorn
- 2005: Chicken Charlie – I May Be Small, I May Be Sweet
- 2005: Elektro Eko – Bad Boy (aus Fick immer noch deine Story)
- 2005: Sandy feat. Manuell – Unexpected
- 2005: Easyjetter – Born to Be Alive
- 2005: Amina – Egyptioan Lover
- 2005: Reen – Reens Welt / Enthüllung (12’’)
- 2005: Bass Frog – Axel F und Pump Up the Jam 2005
- 2005: RuKi VveRH – Natasha (12’’)
- 2005: Pet Shop Boys – Megamix
- 2006: Bad Candy – Girls Just Wanna Have Fun
- 2007: Raggadonna – La Isla Bonita
- 2012: Eko Fresh: Diverse auf Ek to the Roots
- 2013: Eko Fresh: Diverse auf Eksodus
- 2014: Eko Fresh: Diverse auf Deutscher Traum
- 2014: Eko Fresh, Frauenarzt, Manny Marc & Bass Sultan Hengzt: Joko Diss (Single)
- 2016: Eko Fresh: Freezy (Album)
- 2017: Eko Fresh – König von Deutschland (Album)